# Carlos Vega (Musikethnologe)
Carlos Vega (* 14. April 1898 in Cañuelas (Buenos Aires); † 10. Februar 1966 in Buenos Aires) war ein argentinischer Musikethnologe. Carlos Vega gilt als der Vater der argentinischen Musikwissenschaft. Sein musikethnologisches Werk gilt als Basis für das Studium der argentinischen Volksmusik.

## Leben und Werk
Carlos Vega studierte Philosophie und Literatur an der Universität von Buenos Aires. Von musikethnologischer Seite her war er ein Autodidakt. Er begann bereits während seiner Studienzeit argentinische Volksmusik aufzuzeichnen und zu untersuchen.
Carlos Vega unternahm seit 1927 musikethnologische Feldforschungen in Argentinien, Chile, Bolivien, Peru und Paraguay. Hierbei zeichnete er mehr als 5000 Volksmelodien und Volkslieder auf. Im Februar 1927 wurde Carlos Vega zum Adscriptor ad honorem des argentinischen Museums für Naturwissenschaften Bernardino Rivadavia ernannt. 1931 wurde an diesem Museum das Cabinet de Musicologia Indígena eingerichtet. 1948 wurde diese Lehr- und Forschungsstätte zum Institut für Musikwissenschaft ausgebaut, per Präsidialerlass vom Museum getrennt und von seinem Gründer Carlos Vega geleitet. Seit 1971 trug es den Namen Instituto Nacional de Musicología (INM). 1973 wurde offiziell der heutige Institutsname Instituto Nacional de Musicología "Carlos Vega" (INM) nach seinem Gründer festgelegt. Carlos Vega lehrte zudem von 1933 bis 1947 an der Pontificia Universidad Católica Argentina in Buenos Aires Musikethnologie.
Er veröffentlichte auch das Gedicht Hombre („Der Mensch“) und die Kurzgeschichte Agua („Das Wasser“).
Carlos Vega war mit der Komponistin und Pianistin Silvia Eisenstein verheiratet. In Zusammenarbeit mit ihr entstanden Bearbeitungen indianischer und kreolischer Musik für Kammer- und Streichorchester.

## Veröffentlichungen
- La música de un códice colonial del s. XVII (1931, revidiert als  Un códice peruano colonial del s. XVII. In: Rev. Musical chilena, 1962).
- Escalas con semitonos en la música de los antiguos peruanos (1932).
- La música popular argentina (2 Bände, 1941).
- Los instrumentos musicales aborígenes y criollos de la Argentina (1946).
- Música sudamericana (1946).
- Bailes tradicionales argentinos (2 Bände, 1948).
- El origen de las danzas folklóricas (1956).
- La ciencia del folklore (1960).
- Música folklórica de Chile (Santiago de Chile, 1960).
- Danzas argentinas (2 Bände, 1960/1961).
- El himno nacional argentino (1962).
- Música de tres notas (Kgr.-Ber. „Etnomusicología“, Cartagena de Indias, 1963).
- Las canciones folklóricas Argentinas (1964).
- Una cadencia medieval en América (Inter-American Institute for Musical Research, Yearbook I, 1965).
- Mesomusic. An Essay on the Music of the Masses (In: Ethnomusicology X, 1966).
- Tradiciones musicales y aculturación en Sudamérica (In: Music in the Americas, hrsg. Von G. List und J. Orrego-Salas, Bloomington, Indiana 1967).

Der Erscheinungsort der oben angeführten Werke ist, wenn nicht anders angegeben, Buenos Aires.